# خوان باوتيستا ألفارادو
خوان باوتيستا ألفارادو هو سياسي أمريكي، ولد في 14 فبراير 1809 في مونتيري في الولايات المتحدة، وتوفي في 13 يوليو 1882 في سان بابلو في الولايات المتحدة. انتخب Governor of Alta California ‏.